# Фуріоза: Шалений Макс. Сага
«Фуріоза: Шалений Макс. Сага» (англ. Furiosa: A Mad Max Saga) — постапокаліптичний бойовик австралійського режисера Джорджа Міллера, приквел фільму «Шалений Макс: Дорога гніву». Прем'єра стрічки відбулася 15 травня 2024 року на Каннському кінофестивалі. Роль Фуріози у фільмі грає Аня Тейлор-Джой.

## Сюжет
У фільмі показана передісторія головної героїні картини «Шалений Макс: Дорога гніву» — Фуріози. В антиутопічному майбутньому Австралія — це радіоактивна пустка, а Зелене місце багатьох матерів — одна з останніх територій, що залишилися з прісною водою та сільським господарством. Рейдери виявляють Зелене місце, коли двоє дітей, Фуріоза та Валькірія, збирають персики. Фуріоза намагається пошкодити їхні мотоцикли, але рейдери захоплюють дівчину як нагороду для свого лідера, Дементуса з Байкерської Орди. Мати Фуріози, Мері, переслідує їх до табору Орди, вбивши всіх, крім одного рейдера. Дементус змушує Фуріозу спостерігати за розп'яттям своєї матері, приймаючи її як свою дочку, щоб знайти Зелене місце. Через деякий час Дементус нападає на Цитадель, але стикається з відсіччю від Хлопців Війни, армії Безсмертного Джо. Врешті-решт, Фуріоза вдається об'єднатися з Джеком, головним водієм Джо, і вони разом перемагають Дементуса, після чого Фуріоза садить персикове дерево на честь своєї матері.

## У ролях
| Актор           | Роль              |
| --------------- | ----------------- |
| Аня Тейлор-Джой | Фуріоза           |
| Кріс Гемсворт   | Дементус          |
| Том Берк        | Преторіанець Джек |
| Лейчі Гальм     | Несмертан Джо     |
| Натан Джонс     | Ріктус Еректус    |

## Виробництво
Ще у 2011 році, в процесі написання сценарію для «Шаленого Макса: Дороги люті», Джордж Міллер і Брендан Мак-Карті зрозуміли, що у них достатньо сюжетного матеріалу для ще двох картин. Міллер говорив про це пізніше в низці інтерв'ю, згадуючи, зокрема, майбутній фільм «Шалений Макс: Фуріоса». У листопаді 2017 року стало відомо, що позов, поданий виробничою компанією Міллера проти Warner Bros., швидше за все, затримає виробництво будь-яких сиквелів. Пізніше, в липні 2019 року, Міллер сказав в черговому інтерв'ю, що у нього є два сюжети за участю Шаленого Макса і один з Фуріосою, причому він ще не вирішив, за який братися в першу чергу.
У жовтні 2020 року стало відомо про початок роботи над фільмом «Шалений Макс: Фуріоса». Міллер став режисером проєкту, він візьме участь у написанні сценарію (разом з Ніко Латурісом) і в продюсуванні фільму (разом з Дагом Мітчеллом). Головна роль могла знову дістатися Шарліз Терон: Міллер розглядав можливість її омолодження за допомогою комп'ютерної графіки, але врешті-решт відмовився від цієї ідеї (Терон визнала, що її ця відмова «трохи засмутила»). Серед кандидаток на роль розглядалася Джоді Комер. Зрештою в головній ролі затвердили Аню Тейлор-Джой. У фільмі знімуться також Кріс Гемсворт і Том Берк, але інформація про те, кого вони зіграють, поки тримається в секреті.
У грудні 2020 року стало відомо, що прем'єра фільму намічена на 23 червня 2023 року, проте пізніше був перенесений на 24 травня 2024 року.